# 伊藤敬也
伊藤 敬也（いとう たかや）は、日本の法学者。青山学院大学法学部准教授。国際私法正義の解釈論的構成などを研究し、国際私法学や民事法学を専門とする。

## 略歴
桐朋高等学校、立命館大学法学部法学科法律コース卒業。立命館大学大学院法学研究科博士前期課程研究コース民事法専攻修了、青山学院大学大学院法学研究科博士後期課程私法専攻標準修了年限退学。
その後、青山学院大学法学部助手、財団法人比較法研究センター研究員、早稲田大学大学院法学研究科派遣研究員、青山学院大学法学部専任講師を経て現職。早稲田大学比較法研究所招聘研究員。
所属学会は、国際私法学会、日本法哲学会など。

## 論文・著書
- 「国際私法の中立性--メタ倫理学とドゥオーキンと牴触法--」早稲田法学95巻3号1-26頁（2020）
- 「越境するデジタルコンテンツ--牴触法による紛争解決の可能性--」（国際知的財産・国際取引法研究（1）II（国際知的財産・国際取引法研究会（代表者 江泉芳信）））比較法学52巻1号208-225頁（2018）
- 「アメリカ合衆国の州裁判所における準拠法の解釈方法」青山法学論集57巻4号203-215頁（2016）
- 「留置権」櫻田嘉章＝道垣内正人編・国際私法判例百選［第2版］58頁（2012）
- 「国際私法における相続人の不存在--結果志向の法思考の批判検討--」早稲田法学87巻3号1頁（2012）
- 「国際私法における実質正義--養子保護条項と法廷地法--」青山法学論集52巻4号155頁（2011）
- 「債権譲渡の準拠法--フレスナー＝フェアハーゲン提案について--」青山法学論集52巻3号191頁（2010）
- 「牴触法における二つの法プロセス」国際私法年報8号184頁（2007）
- 「アメリカ法律協会の国際知的財産法原則草案について--デジタル情報ネットワークと国境--」企業と法創造2巻1号358頁（2005）
- 「正義の多元性と国際私法正義--国際私法哲学の一断片--」日本法哲学会編『宗教と法--聖と俗の比較法文化--（法哲学年報2002）』167頁（有斐閣、2003）
- 「インターネットにおける知的財産権侵害とアメリカ法律協会による条約提案」木棚照一編著『国際知的財産侵害訴訟の基礎理論』391頁（経済産業調査会、2003）
- 「渉外訴訟における国際私法上の公序良俗と憲法（1）」青山法学論集44巻1号51頁（2002）
- 「サイバースペースの秩序と『国際』的法秩序--合衆国におけるYahoo! Inc. v. LICRAについて--」青山社会科学紀要30巻2号91頁（2002）
- 「サイバースペースにおける名誉毀損--牴触法的規律の可能性--」青山社会科学紀要29巻2号59頁（2001）
- 「権利に基づく法選択--デインの牴触法理論--」青山社会科学紀要30巻1号1頁（2001）
- 「法選択における権利--ブリルメイヤーの政治的権利理論--」青山社会科学紀要28巻2号23頁（2000）
- 「外国の外国為替管理規定の考慮--強行法規の特別連結論の検討--」立命館法学別冊学生論集43号245頁（1997）
- 「ロシェル・ドレフュス＝ジェーン・ギンスバーグ『国際知的財産紛争の裁判管轄および法選択、判決に係る原則--知的財産に関するアメリカ法律協会プロジェクトの目的および射程、アプローチ--』（翻訳）」青山法学論集45巻4号99頁（2004）
- 「解説　国際関係法（私法系）」中央大学真法会編『司法試験　論文解説と合格答案〔平成29年〕』330-335頁（法学書院、2018）
- 「［国際私法入門］国境を越えて旅する裁判と法律」法学セミナー760号55-59頁（2018）
- 「解説　国際関係法（私法系）」中央大学真法会編『司法試験　論文解説と合格答案〔平成28年〕』406-412頁（法学書院、2017）
- 木棚照一編著『国際私法』（成文堂、2016）（分担執筆）
- 木棚照一編著『演習ノート国際関係法［私法系］』（法学書院、2010）（分担執筆）
- 木棚照一編著『国際取引法［第2版補訂版］』（成文堂、2011）（分担執筆）
- 木棚照一編著『国際取引法［第2版］』（成文堂、2009）（分担執筆）
- 木棚照一編著『国際取引法』（成文堂、2006）（分担執筆）